# Vaudigny
Vaudigny ist eine französische Gemeinde mit 82 Einwohnern (Stand: 1. Januar 2022) im Département Meurthe-et-Moselle in der Region Grand Est (bis 2015 Lothringen). Die Gemeinde gehört zum Arrondissement Nancy und zum Gemeindeverband Pays du Saintois. Die Einwohner werden Valdigniens genannt.

## Geografie
Vaudigny liegt in der Landschaft Saintois, etwa 27 Kilometer südlich von Nancy am Madon. Umgeben wird Vaudigny von den Nachbargemeinden Vaudeville im Norden, Lebeuville im Osten sowie Xirocourt im Süden und Westen.

## Geschichte
1987 wurde Vaudigny aus der Gemeinde Les Mesnils-sur-Madon (heute: Crantenoy) herausgelöst, deren Teil sie seit 1971 war.

## Bevölkerungsentwicklung
| Jahr                       | 1962 | 1968 | 1975 | 1982 | 1990 | 1999 | 2006 | 2019 |
| Einwohner                  | 48   | 49   | 52   | 44   | 46   | 41   | 46   | 77   |
| Quellen: Cassini und INSEE |      |      |      |      |      |      |      |      |

## Sehenswürdigkeiten
- Kirche Saint-Martin aus dem 15./16. Jahrhundert

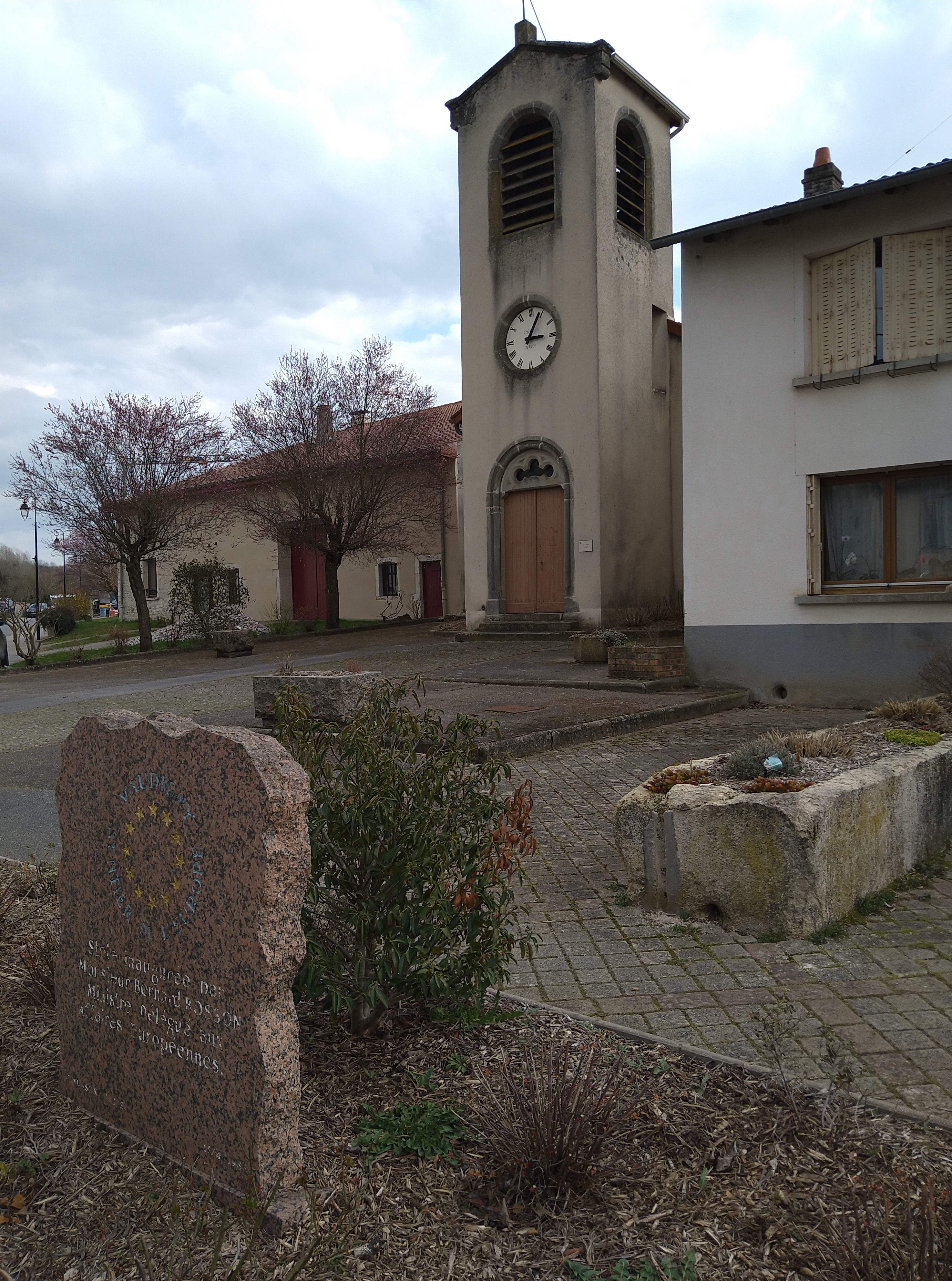
Kirche Saint-Martin